# Vörösarcú álszajkó
A vörösarcú álszajkó (Garrulax castanotis) a madarak osztályának verébalakúak (Passeriformes) rendjébe és a Leiothrichidae családjába tartozó faj.

## Rendszerezése
A fajt William Robert Ogilvie-Grant skót ornitológus írta le 1899-ben, a Dryonastes nembe Dryonastes castanotis néven.

## Alfajai
- Garrulax castanotis castanotis (Ogilvie-Grant, 1899)
- Garrulax castanotis varennei (Delacour, 1926)[2]

## Előfordulása
Délkelet-Ázsiában, a Kínához tartozó Hajnan szigetén, Laosz  és Vietnám területén honos. A természetes élőhelye a szubtrópusi vagy trópusi síkvidéki és hegyi esőerdők. Állandó, nem vonuló faj.

## Megjelenése
Testhossza 28-30,5 centiméter, testtömege 80-115 gramm.

## Életmódja
Leginkább rovarokkal táplálkozik.